# Handwerkskammer Braunschweig-Lüneburg-Stade

Kammerbezirk der Handwerkskammer Braunschweig-Lüneburg-Stade

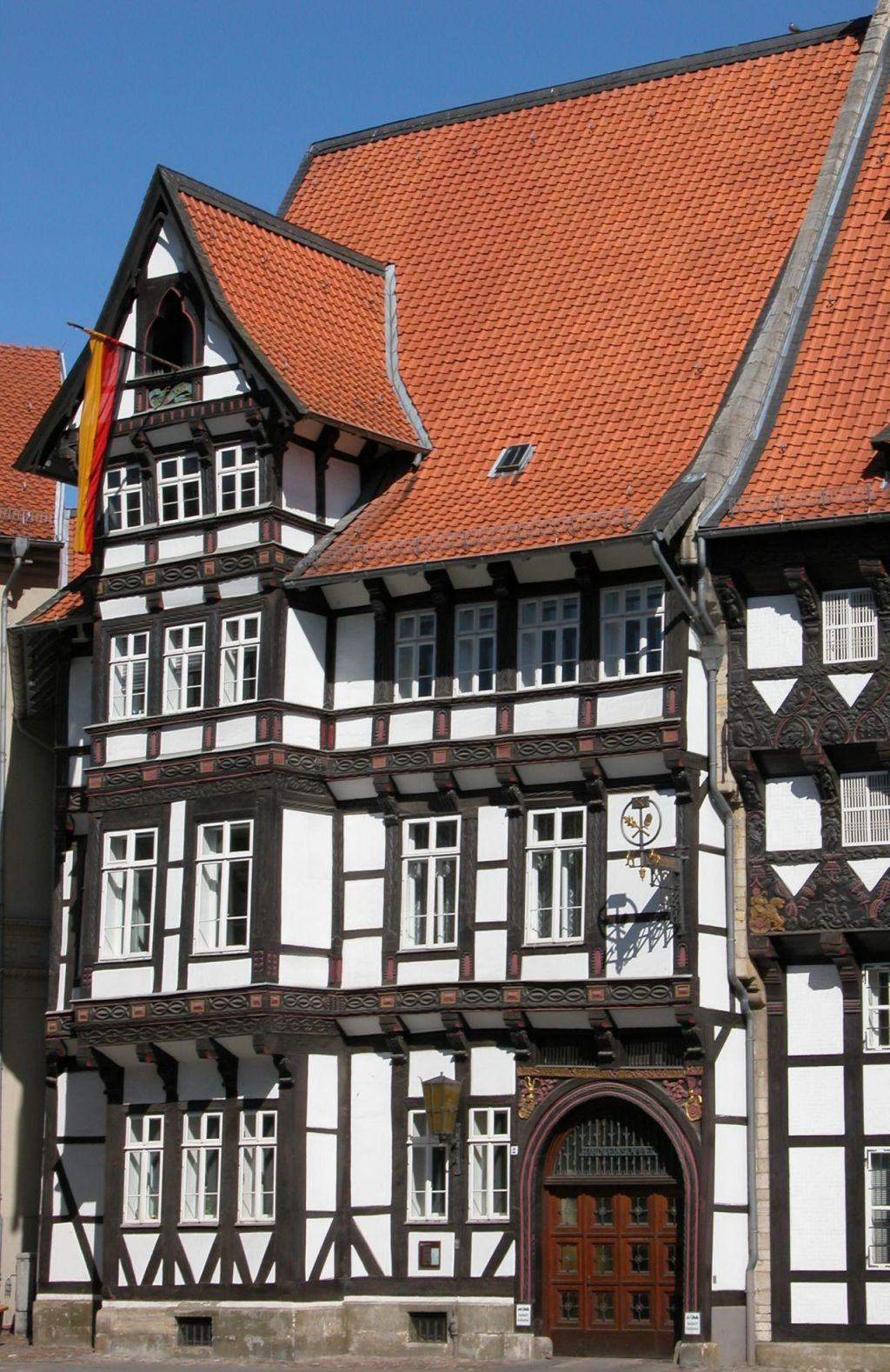
Das Von Veltheimsche Haus: Verwaltungssitz der Handwerkskammer in Braunschweig.

Die Handwerkskammer Braunschweig-Lüneburg-Stade ist eine Selbstverwaltungseinrichtung des gesamten Handwerks und des handwerklichen Gewerbes in ihrem Kammerbezirk. Sie ist eine Körperschaft des Öffentlichen Rechts mit Verwaltungssitzen in Braunschweig und Lüneburg sowie Bildungs- und Technologiezentren in Braunschweig, Lüneburg, Stade und Königslutter.
Der Kammerbezirk umfasst Braunschweig, Salzgitter und Wolfsburg sowie die Landkreise Celle, Cuxhaven, Gifhorn, Harburg, Heidekreis, Lüchow-Dannenberg, Lüneburg, Osterholz, Rotenburg (Wümme), Stade, Uelzen und Verden, Helmstedt, Goslar, Peine und Wolfenbüttel.

## Geschichte
Die Handwerkskammer Braunschweig-Lüneburg-Stade entstand aus einer Fusion der Handwerkskammern Braunschweig und Lüneburg-Stade am 1. Januar 2009.
Die Handwerkskammer Braunschweig wurde am 24. April 1900 in Braunschweig gegründet. Die Handwerkskammer Lüneburg-Stade ihrerseits ist aus der Handwerkskammer Harburg 1947 durch verschiedene Neustrukturierungen und Umbenennungen entstanden. Die Handwerkskammer Harburg wurde am 11. April 1900 in Harburg gegründet. Nachdem 1937 Harburg der Stadt Hamburg zugeschlagen wurde, verlor der Kammerbezirk erheblich an Mitgliedern. Teilweise wurde dieses durch die Eingliederung Cuxhavens kompensiert. Die Handwerkskammer Harburg wählte mit dem Standort Lüneburg ihren neuen Sitz, die Umbenennung in Handwerkskammer Lüneburg erfolgte 1939 nach dem Bezug der neuen Verwaltungsräumlichkeiten in Lüneburg. Nach den Zwangsvereinigungen der Kammerbezirke unter dem NS-Regime folgten nach dem Zweiten Weltkrieg Autonomiebestrebungen. In diesem Zuge wurde bei der Handwerkskammer Lüneburg eine Bezirksstelle in Stade eingerichtet. Im Jahr 1947 wurde die Kammer folglich in Handwerkskammer Lüneburg-Stade umbenannt.
Offizielles Presseorgan der Handwerkskammer Braunschweig-Lüneburg-Stade ist die Wirtschaftszeitung Norddeutsches Handwerk, die in der Schlüterschen Verlagsgesellschaft in Hannover erscheint und die von den Handwerkskammern in Niedersachsen und Magdeburg gemeinsam herausgegeben wird. Das zweimal monatlich erscheinende „Zeitungsmagazin“ berichtet in einem redaktionellen Teil aktuell und handwerksbezogen über Politik, Wirtschaft und Unternehmensführung. Der regionale Teil mit Nachrichten aus den einzelnen Kammern und deren Bezirken wird von der jeweiligen Handwerkskammer direkt betreut, so auch von der Handwerkskammer Braunschweig-Lüneburg-Stade.

## Organe der Handwerkskammer
Die Organe der Handwerkskammer sind
1. die Vollversammlung
2. der Vorstand
3. die Ausschüsse

Die Funktionen dieser Organe sind im Gesetz zur Ordnung des Handwerks (HWO) und in der Satzung der Kammer geregelt. Die ehrenamtlich organisierte Vollversammlung der Handwerkskammer Braunschweig-Lüneburg-Stade ist das oberste Selbstverwaltungsorgan der Handwerkskammer. Die Vollversammlung ist zuständig für die Wahl des Vorstandes, der Ausschüsse sowie der Geschäftsführung. Ferner beschließt sie den jährlichen Haushaltsplan, der dem niedersächsischen Wirtschaftsministerium zur Genehmigung vorgelegt wird. Satzungsgemäß besteht die Vollversammlung zu zwei Dritteln aus Arbeitgebern und zu einem Drittel aus Arbeitnehmern mit einer abgeschlossenen Berufsausbildung (z. B. Gesellen oder anderen Arbeitnehmern mit einer abgeschlossenen Berufsausbildung), die im Betrieb eines selbständigen Handwerkers oder in einem handwerksähnlichen Betrieb des Handwerkskammerbezirks beschäftigt sind. Bei der Handwerkskammer Braunschweig-Lüneburg-Stade setzt sich die Vollversammlung zurzeit aus 45 Mitgliedern zusammen. Von diesen 45 Mitgliedern gehören 30 der Arbeitgeber- und 15 der Arbeitnehmerseite an.
Der Vorstand der Handwerkskammer Braunschweig-Lüneburg-Stade besteht zurzeit aus 12 Mitgliedern. Ihm steht satzungsmäßig der Präsident vor. Seit dem 18. März 2014 hat Detlef Bade dieses Amt übernommen. Das Präsidium wird von 2 Vizepräsidenten unterstützt, die sich paritätisch aus Arbeitgeber- und Arbeitnehmervertretern zusammensetzen. Ferner gehören neun weitere Mitglieder dem Vorstand an, von denen drei Arbeitnehmervertreter sind.
Die Handwerkskammer wird hauptamtlich von einem Hauptgeschäftsführer geleitet. Seit dem 1. September 2024 vom Diplom-Kaufmann Matthias Steffen.
Zurzeit hat die Vollversammlung sechs Ausschüsse für bestimmte Aufgabenfelder. Grundsätzlich müssen die Ausschüsse aus Vollversammlungsmitgliedern bestehen und zu einem Drittel mit Arbeitnehmern besetzt sein. Eine Ausnahme von der Pflicht zur Besetzung aus Vollversammlungsmitgliedern besteht für den Berufsbildungsausschusses. Die Ausschüsse werden für die Dauer von fünf Jahren gewählt.
Folgende Ausschüsse hat die Handwerkskammer Braunschweig-Lüneburg-Stade
- Bauausschuss
- Berufsbildungsausschuss
- Gewerbeförderungsausschuss
- Koordinierungsausschuss für die Technologiezentren
- Meisterprüfungsausschüsse
- Rechnungsprüfungsausschuss

## Galerie

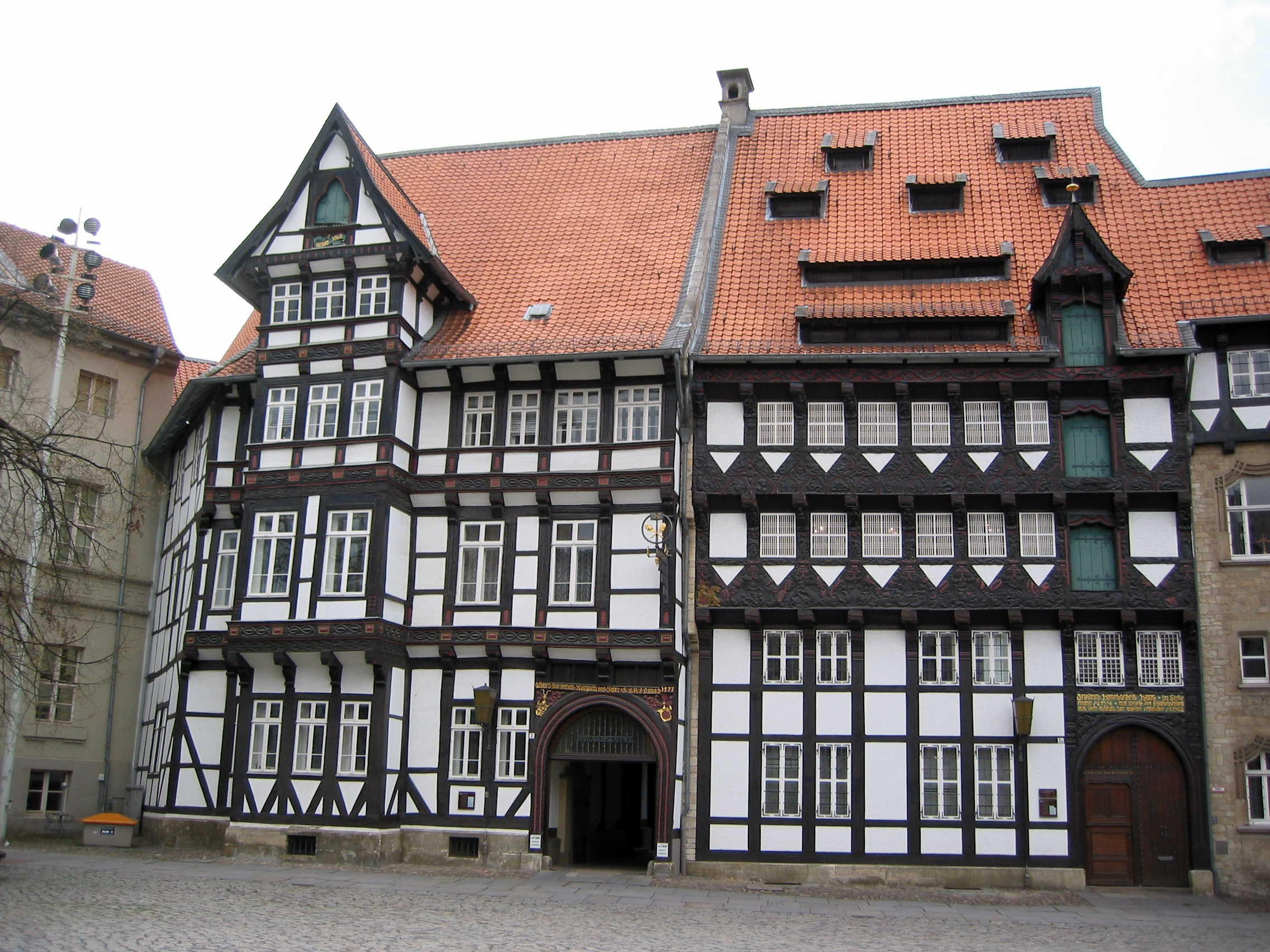
Der Verwaltungssitz der Handwerkskammer in Braunschweig
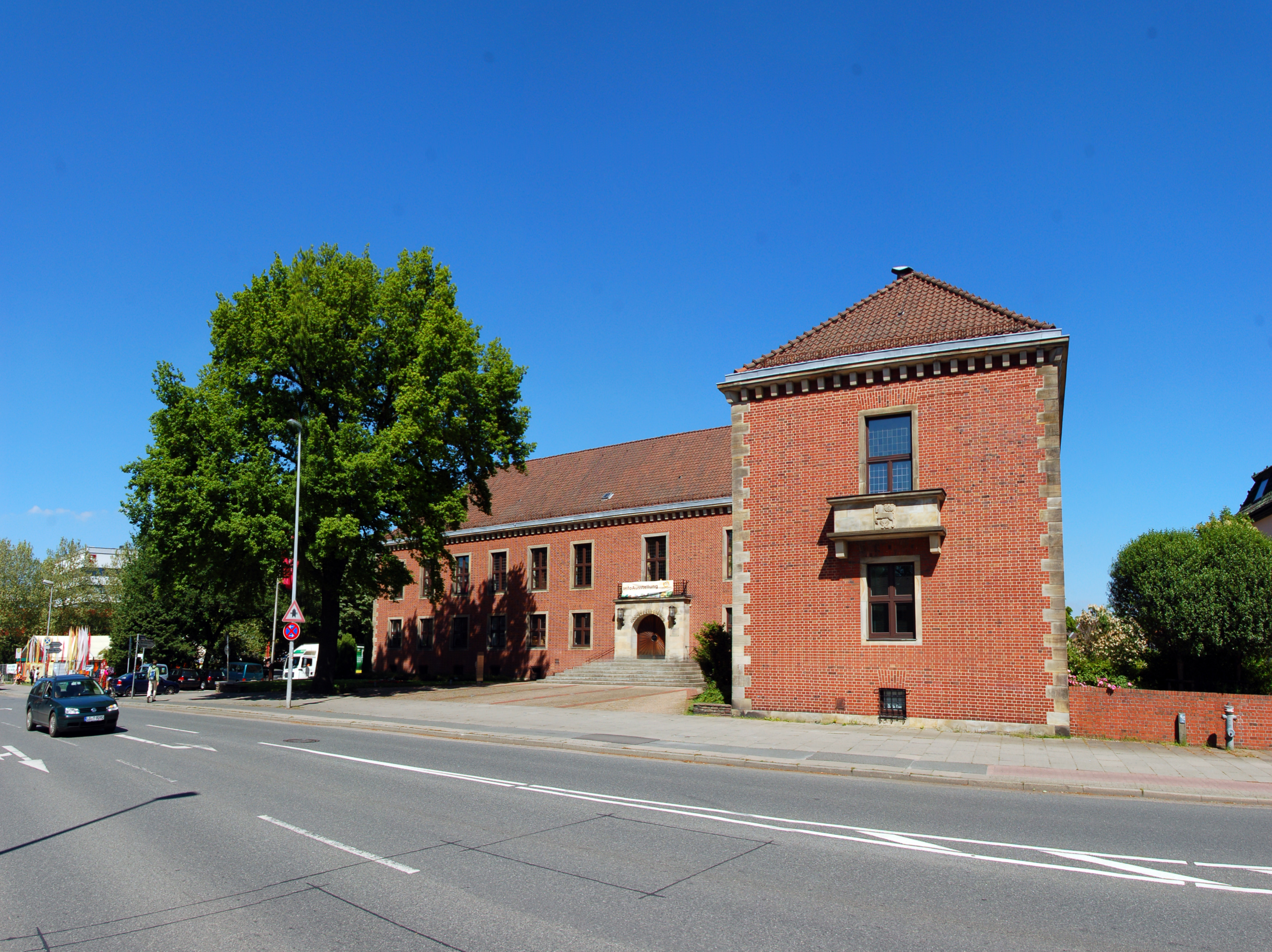
Der Verwaltungssitz der Handwerkskammer in Lüneburg
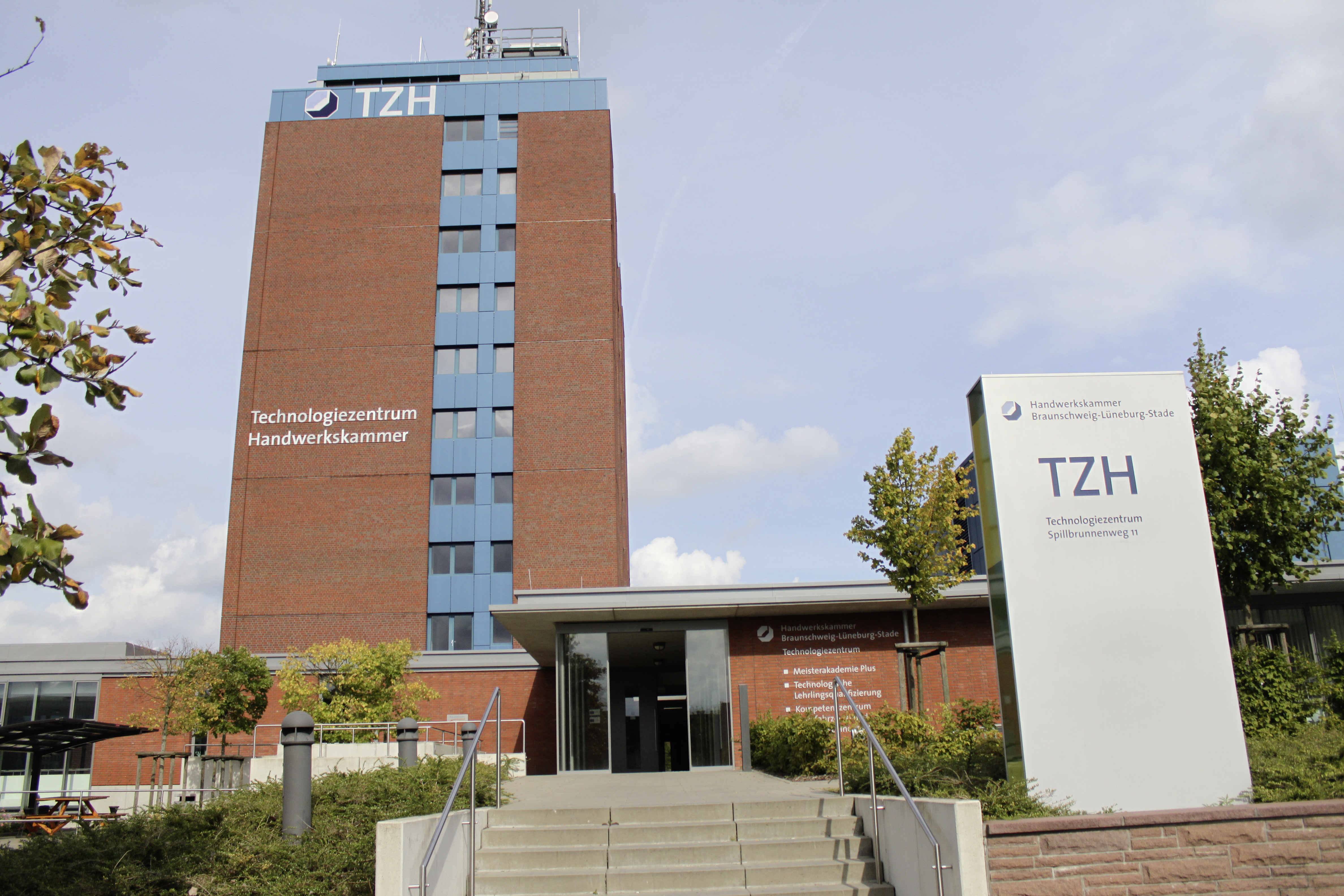
Technologiezentrum in Lüneburg
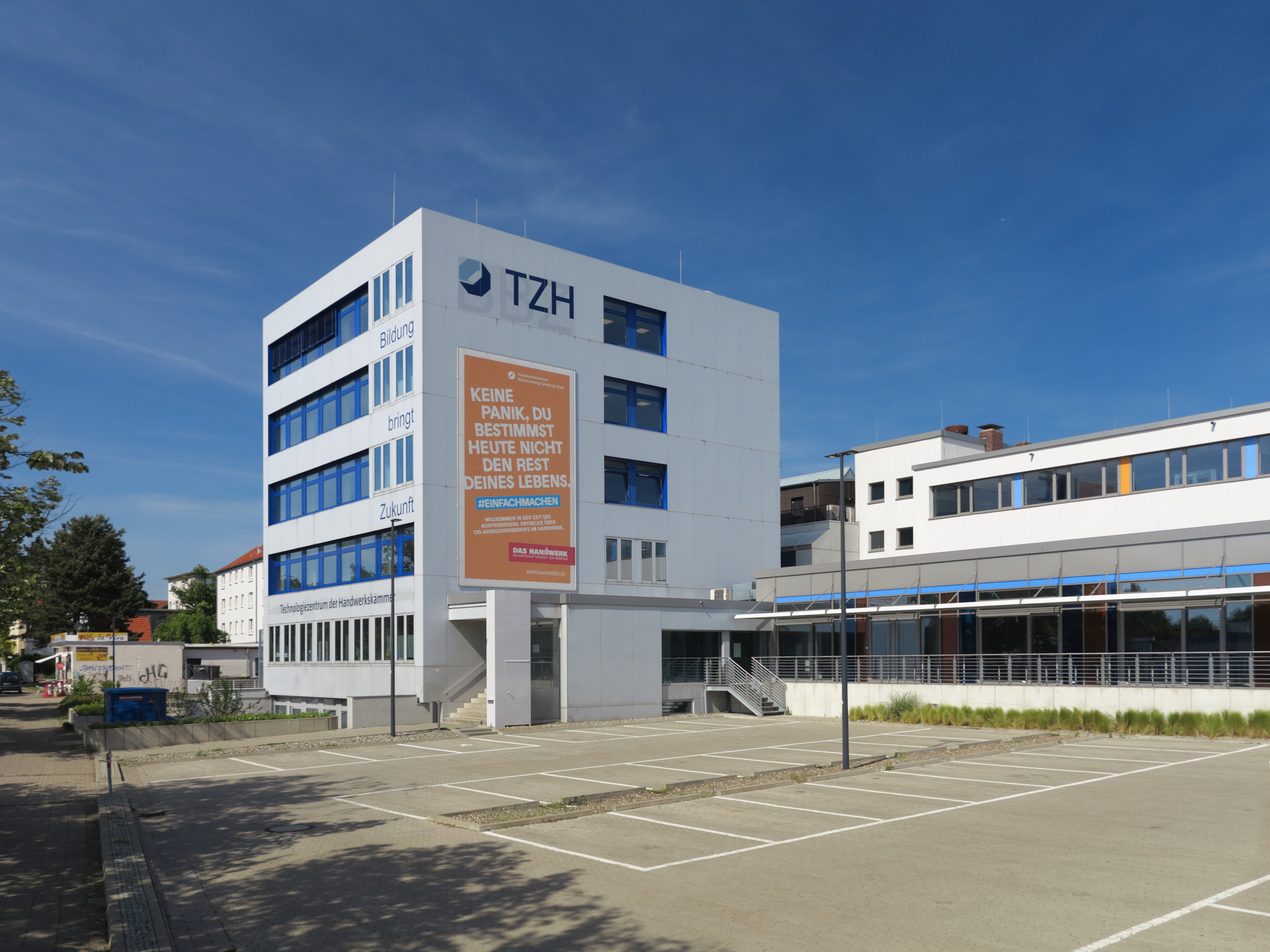
Technologiezentrum in Braunschweig
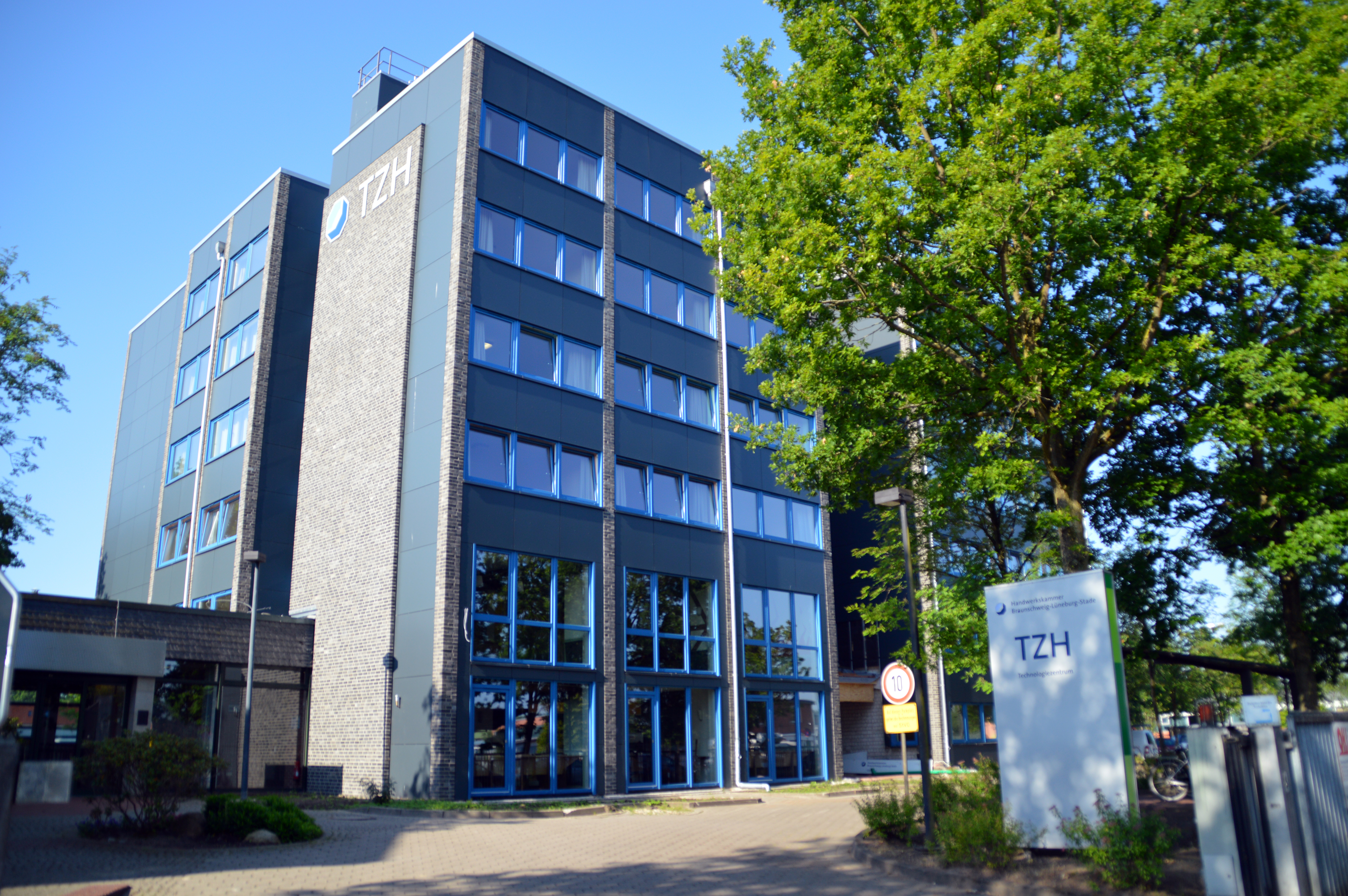
Technologiezentrum in Stade
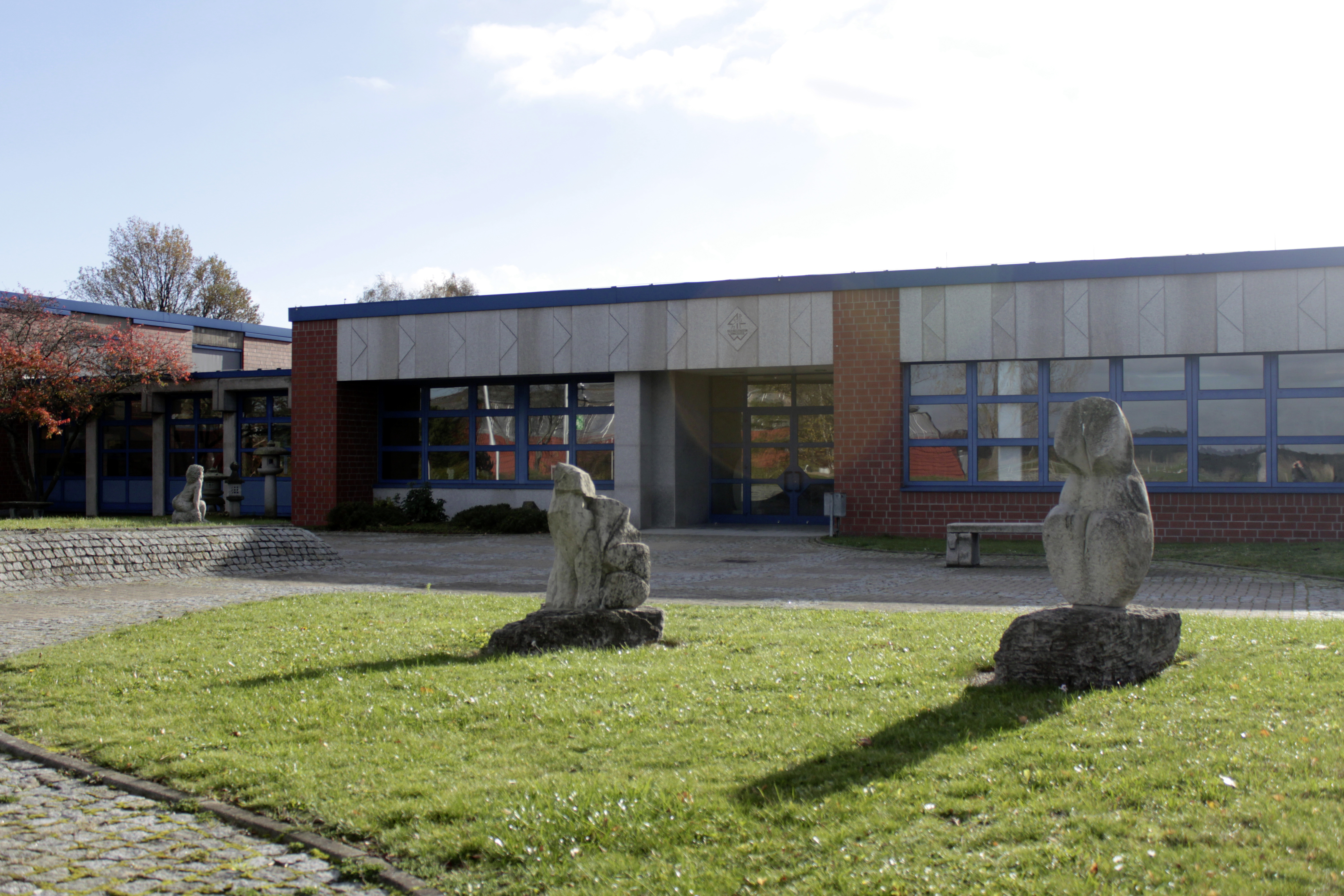
Steinmetzzentrum in Königslutter
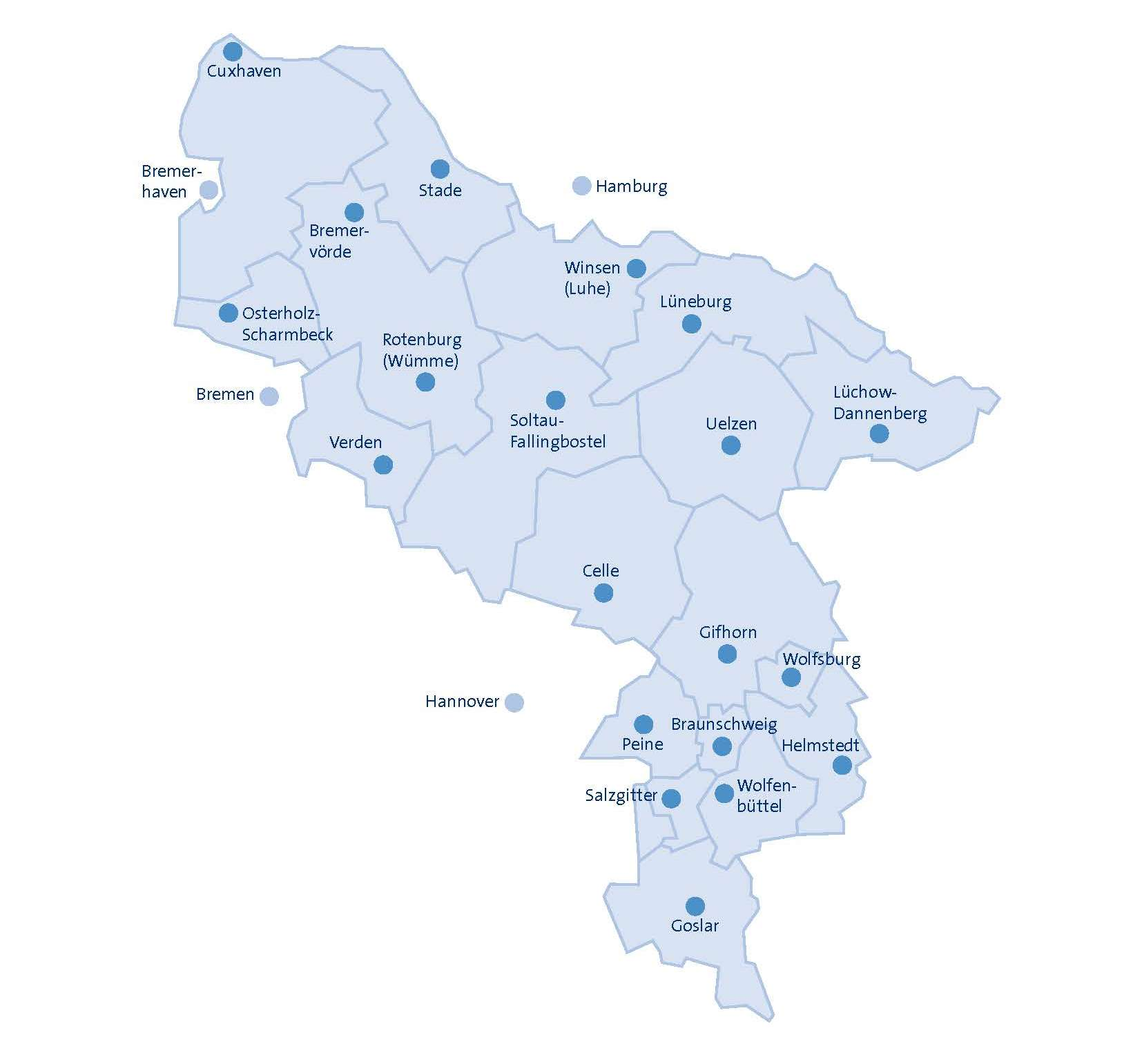
Städte und Landkreise im Kammerbezirk – Übersichtskarte

## Partnerkammern
Die Handwerkskammer Braunschweig-Lüneburg-Stade hat Partnerschaften mit folgenden in- und ausländischen Kammern geschlossen:
- Chambre de Métiers et de l’Artisanat de l’Aveyron (Handwerkskammer Rodez, Frankreich)
- Chambre de Métiers et de l’Artisanat du Gard (Handwerkskammer Nîmes, Frankreich)
- Chambre de Métiers et de l’Artisanat des Vosges (Handwerkskammer Épinal, Frankreich)
- Handwerkskammer Magdeburg
- Handwerkskammer Schwerin

## Auslastung der Technologiezentren
Die Handwerkskammer führt die Überbetriebliche Unterweisung als Ergänzung der praktischen betrieblichen Ausbildung in 24 Gewerken durch.
| Kapazitäten und Leistungen 2017                                 | Gesamt | TZH Braunschweig | TZH Königslutter | TZH Lüneburg | TZH Stade |
| --------------------------------------------------------------- | ------ | ---------------- | ---------------- | ------------ | --------- |
| Werkstätten                                                     | 100    | 28               | 4                | 4            | 4         |
| - mit Arbeitsplätzen                                            | 1385   | 400              | 60               | 583          | 342       |
| Unterrichtsräume                                                | 52     | 10               | 3                | 16           | 23        |
| - mit Plätzen                                                   | 995    | 190              | 63               | 386          | 356       |
| Gästezimmer                                                     | 199    | 0                | 45               | 81           | 73        |
| - mit Betten                                                    | 447    | 0                | 89               | 213          | 145       |
| - mit registrierten Übernachtungen                              | 56024  | 0                | 7021             | 28156        | 20847     |
| ÜLU-Lehrgänge                                                   | 2257   | 607              | 105              | 764          | 781       |
| - mit Teilnehmern                                               | 23339  | 6216             | 945              | 8061         | 8117      |
| Meistervorbereitungskurse                                       | 36     | 10               | 4                | 15           | 7         |
| - mit Teilnehmern                                               | 543    | 135              | 35               | 242          | 131       |
| Fort- und Weiterbildungskurse                                   | 310    | 85               | 1                | 159          | 65        |
| Berufsorientierung                                              | 5      | 2                | 0                | 1            | 2         |
| - mit Teilnehmern                                               | 778    | 221              | 0                | 230          | 337       |
| Flüchtlingsintegration                                          | 22     | 8                | 0                | 7            | 7         |
| - mit Teilnehmern                                               | 201    | 69               | 0                | 40           | 92        |
| Mobi-Pro-EU                                                     | 1      | 1                | 0                | 0            | 0         |
| - mit Teilnehmern                                               | 9      | 9                | 0                | 0            | 0         |
| Lehrgänge und Seminare in den eigenen Bildungsstätten insgesamt | 2631   | 713              | 110              | 946          | 862       |
| - mit Teilnehmern                                               | 27821  | 7506             | 985              | 10077        | 9253      |